# Ben Cline
Benjamin Lee Cline dit Ben Cline, né le 29 février 1972 à Stillwater (Oklahoma), est un homme politique américain. Membre du Parti républicain, il est élu de Virginie à la Chambre des représentants des États-Unis depuis 2019.

## Biographie
Ben Cline est avocat. En 2002, il est élu à la Chambre des délégués de Virginie, où il représente une circonscription s'étendant autour de Lexington et du comté de Rockbridge. Il siège au sein de la législature durant 16 ans et devient le leader du caucus conservateur.
Lors des élections de 2018, il se présente à la Chambre des représentants des États-Unis dans le 6e district de Virginie. Il annonce sa candidature lorsque le républicain sortant Bob Goodlatte choisit de ne pas représenter. Plus jeune, Cline avait travaillé comme assistant de Goodlatte. Il remporte la convention républicaine dès le premier tour, avec 52 % des voix face à sept concurrents. Il devient alors le favori de l'élection dans l'une des circonscriptions les plus républicaines de l'État. En novembre 2018, il est élu représentant avec 60 % des suffrages face à la démocrate Jennifer Lewis.